# Fingrid
Fingrid Oyj je finská akciová společnost zajišťující na území Finska provoz elektroenergetické přenosové soustavy. Většinový podíl ve firmě drží finský stát, menšinový podíl pak několik finančních a pojišťovacích společností.
V čele firmy stojí Jukka Ruusunen.